# Eucinetus punctulatus
Eucinetus punctulatus is een keversoort uit de familie buitelkevers (Eucinetidae). De wetenschappelijke naam van de soort werd in 1875 gepubliceerd door John Lawrence LeConte.